# 罗甘莓
罗甘莓（英語：loganberry；学名：Rubus × loganobaccus）是由北美黑莓（Rubus ursinus）与欧洲树莓（Rubus idaeus）杂交而成的一种浆果，属蔷薇科。
罗甘莓植物和果实更像黑莓而不是树莓，但其果实颜色为深红色，而非像黑莓一样为黑色。罗甘莓是一名加州法官、业余园艺爱好者詹姆斯·哈维·洛根于1881年无意间培育而成的，以洛根的姓氏而得名。